# Schildt
För andra betydelser, se Schildt (olika betydelser).
Schildt är ett ursprungligen tyskt efternamn, som också förekommer i Sverige, Finland och Danmark. Det är en äldre stavning av det tyska ordet Schild, som på svenska betyder sköld.  Offentlig statistik tillgänglig i september 2016 ger följande antal  bosatta med namnet i Sverige 195, i Finland 163 och i Danmark 54 personer. För Tyskland uppskattas 1834 personer ha efternamnet Schildt.
I Sverige och Finland har namnet burits av släkter eller släktgrenar som räknas till den adliga ätten Schildt med nummer 282 på  svenska Riddarhuset och nummer 24 på Finlands riddarhus. Det är oklart om och på vilket sätt dessa utgör en eller flera släkter. 

## Personer med efternamnet Schildt
- Berit Schildt, född Gramer (1929–2020),  svensk skådespelare
- Gunilla Schildt Stuart (född 1930), svensk textilkonstnär
- Göran Schildt (författare) (1917–2009), finländsk konsthistoriker och författare
- Göran Schildt (militär) (1905–1987), svensk militär
- Henrik Schildt (1914–2001), svensk skådespelare
- Hjalmar Schildt (1849–1925), finländsk köpman
- Holger Schildt (1889–1964), finländsk-svensk bokförläggare
- Johan Schildt (född 1959), svensk skådespelare
- Jurgen Schildt (1923–1990), svensk filmkritiker
- Melchior Schildt (1592 eller 1593–1667), tysk tonsättare
- Mona Morales-Schildt (1908–1999), svensk formgivare
- Monica Schildt (1920–2016), svensk skådespelare
- Peter Schildt (född 1951), svensk skådespelare
- Runar Schildt (1888–1925), finländsk författare
- Veronica Schildt Bendjelloul (född 1944), svensk översättare